# Juan Antonio de Tagle-Bracho

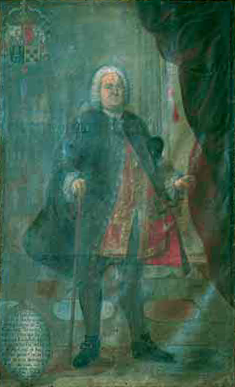
Lienzo de Juan Antonio de Tagle-Bracho, situado en la Iglesia de San Martín de Cigüenza.

Juan Antonio de Tagle-Bracho y de la Pascua Calderón, i conde de Casa Tagle de Trasierra (Cigüenza, 3 de junio de 1685-Lima, 28 de marzo de 1750), fue un noble e indiano español. Ostentó también el título de caballero de la Orden de Calatrava.

## Biografía
Juan Antonio de Tagle-Bracho nació el 3 de junio de 1685 en la localidad cántabra de Cigüenza, perteneciente al municipio de Alfoz de Lloredo; hijo de Antonio de Tagle, hijodalgo de Ruiloba, y de Catalina de Bracho, descendiente de la casa noble de Bracho.
Emigró al Virreinato del Perú, donde emprendió varios negocios y consiguió una gran fortuna. Llegó a ser prior del Consulado de Lima, así como sargento mayor.
Promovió la construcción de la iglesia parroquial de Cigüenza, encargándosela a su hermano Francisco, párroco de Toñanes, y dándole 40.000 pesos para llevar a cabo la obra. El 25 de agosto de 1745, fue nombrado vizconde de Casa Tagle de Trasierra por el rey Fernando VI, como recompensa a sus donativos a la Real Hacienda Española. Cinco años después se le nombró Conde de Casa Tagle de Trasierra.
En su faceta de colonizador, aportó 20.000 pesos de ocho reales de plata para la formación de los pueblos indígenas.
Falleció en 28 de marzo de 1750 en la ciudad de Lima. Al morir sin descendencia, el título nobiliario pasó a su sobrino, Nicolás de Tagle, que ejerció como alcalde de dicha ciudad.